# الکساندر استولپر
الکساندر بوریسوویچ استولپر (روسی: Александр Борисович Столпер؛ ۳۰ ژوئیهٔ ۱۹۰۷ – ۱۲ ژانویهٔ ۱۹۷۹) کارگردان فیلم و فیلم‌نامه‌نویس اهل امپراتوری روسیه بود.
از فیلم‌هایی که وی در آن‌ها نقش داشته‌است، می‌توان به بهاری بی‌نظیر اشاره نمود.
وی همچنین برندهٔ جوایزی همچون جایزه هنرمند مردمی اتحاد جماهیر شوروی، هنرمند مردمی جمهوری شوروی فدراتیو سوسیالیستی روسیه، نشان پرچم سرخ کار، و جایزه دولتی برادران واسیلیف شده‌است.